# Bestune

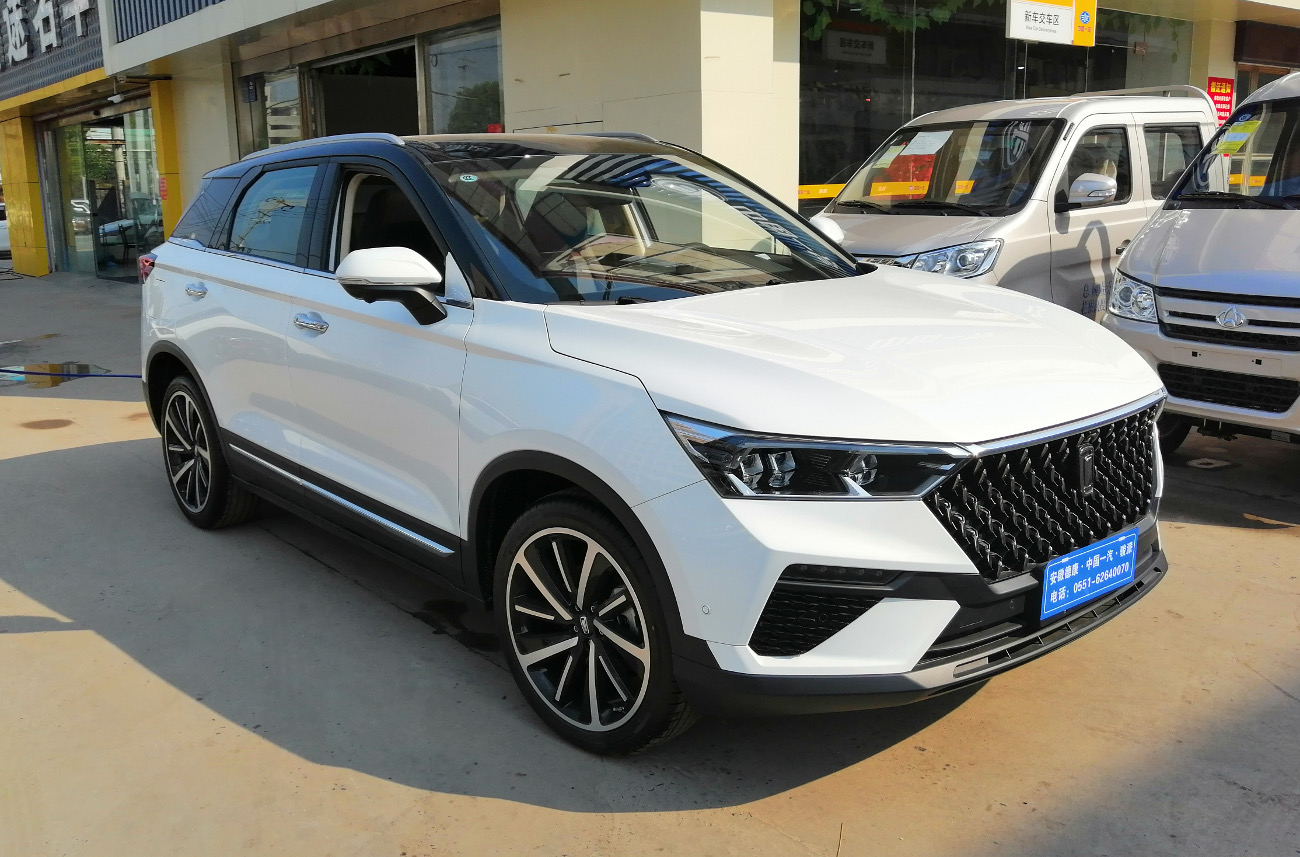
Bestune T77

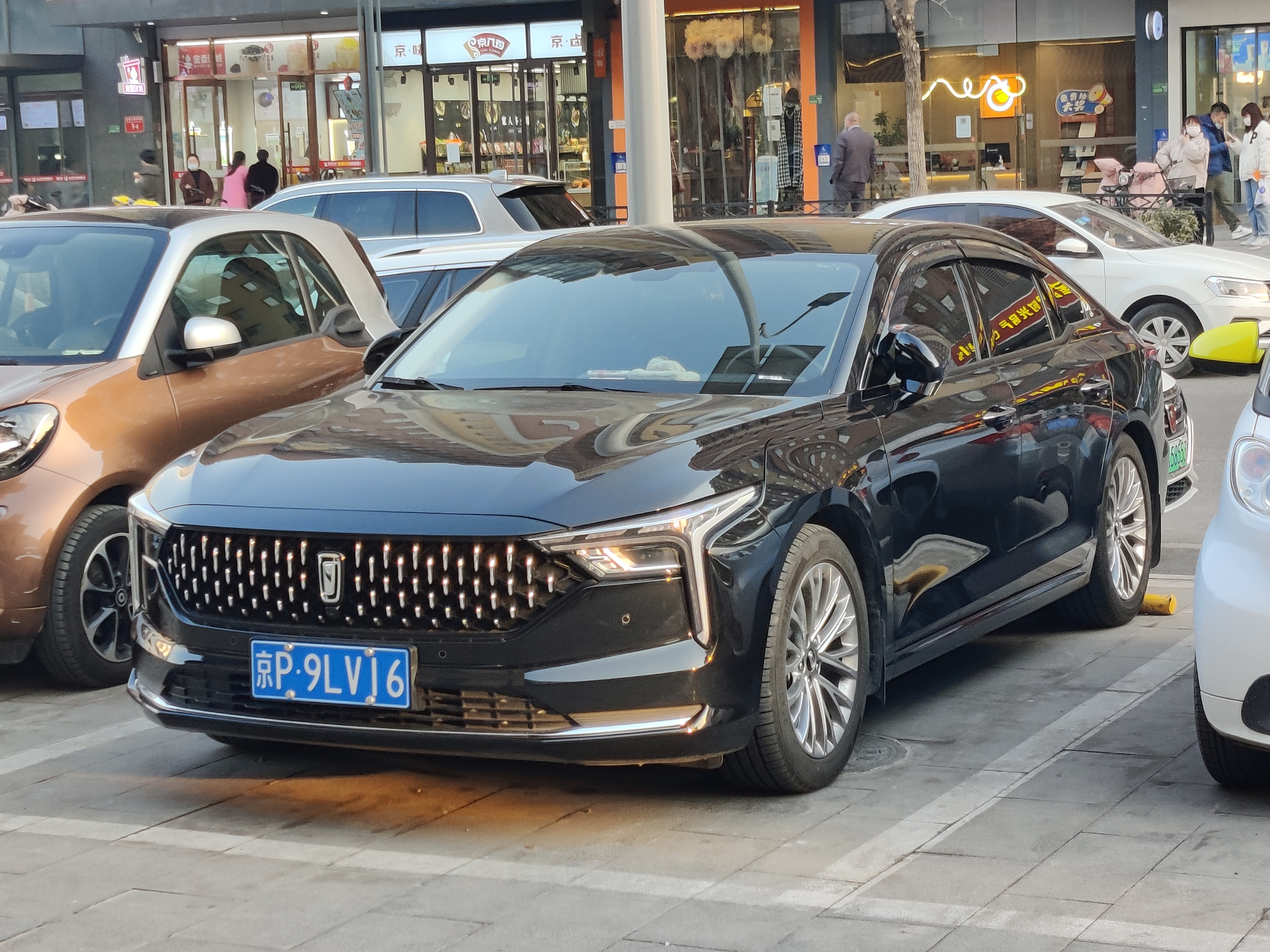
Bestune B70

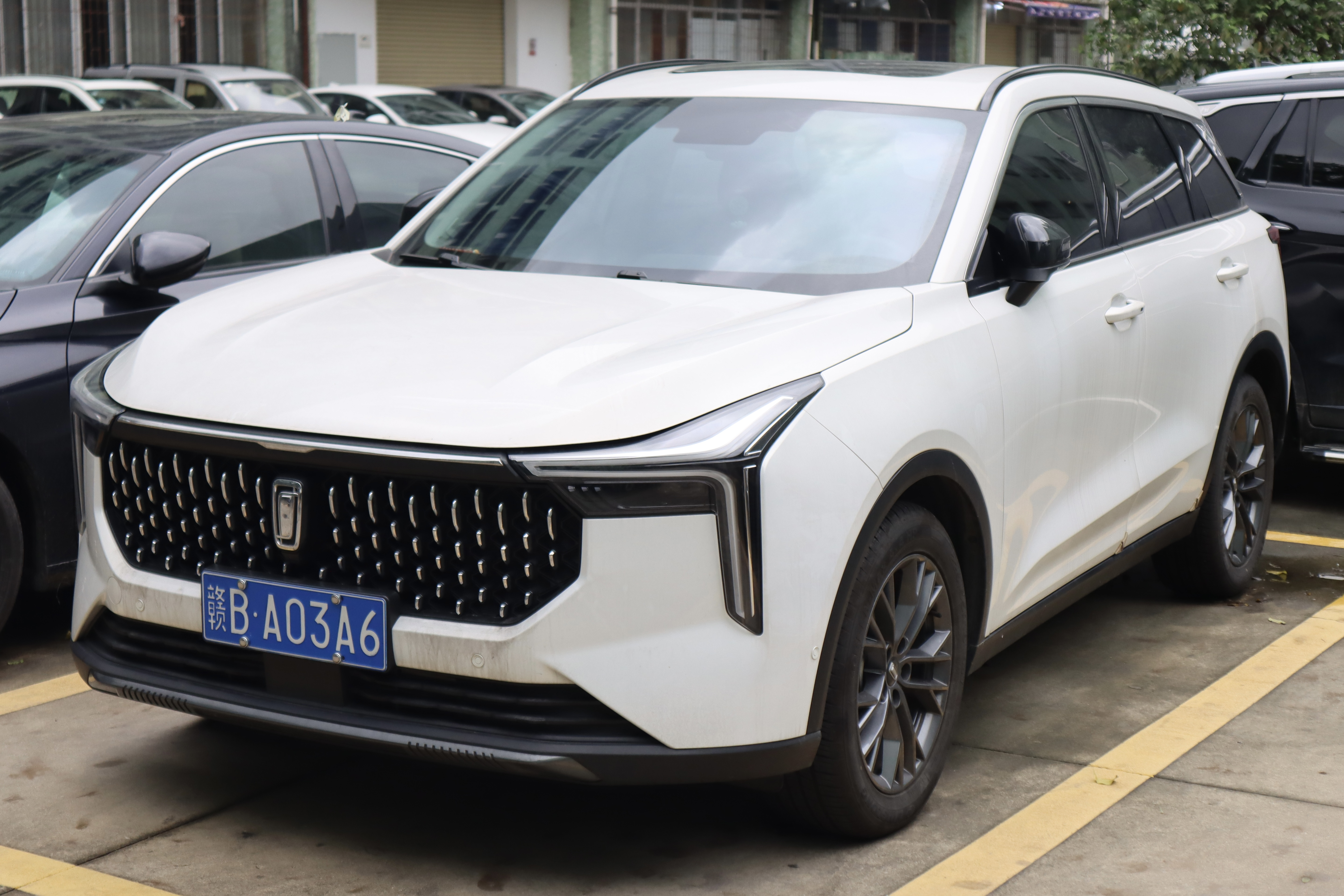
Bestune T55

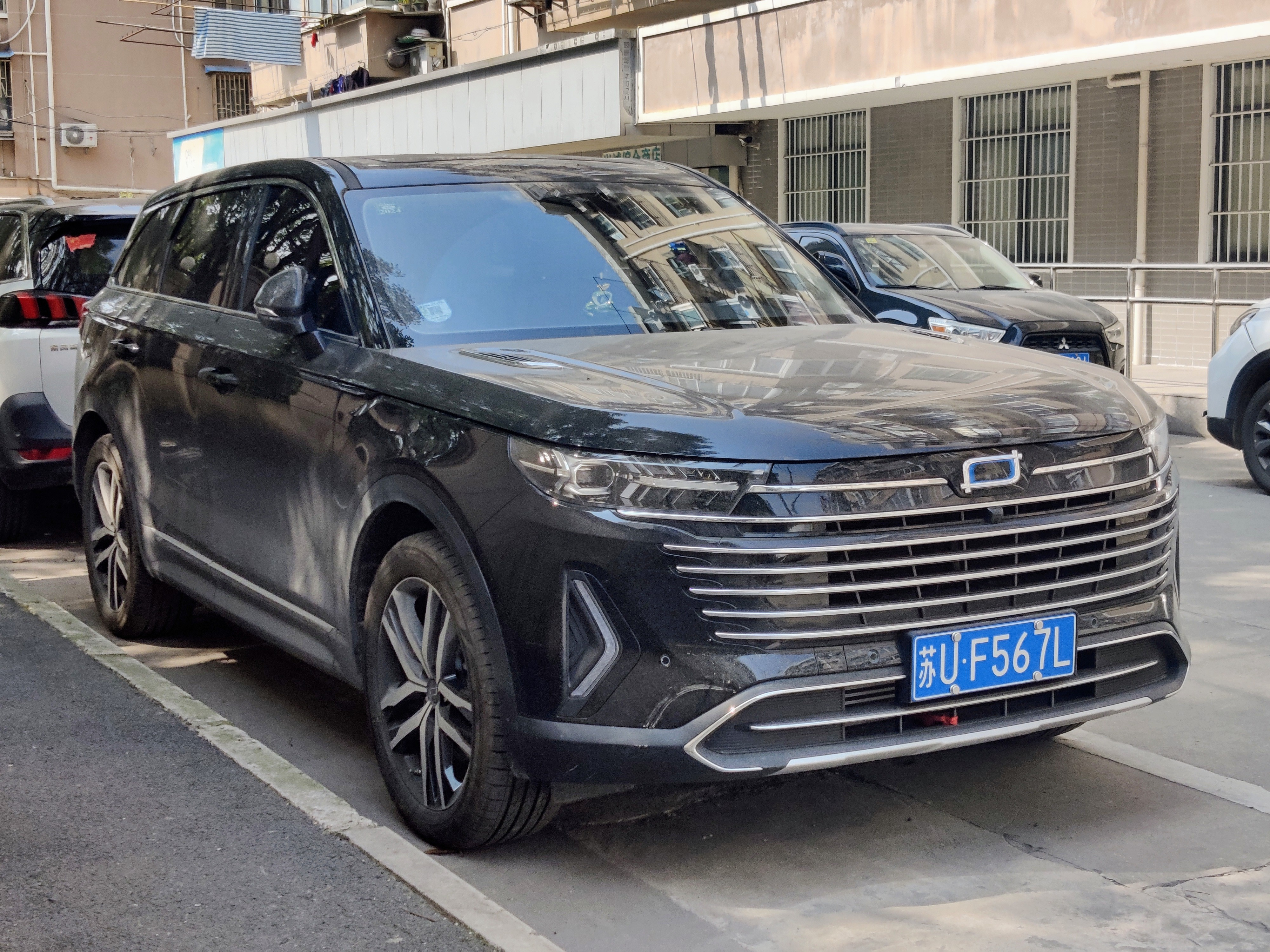
Bestune T99

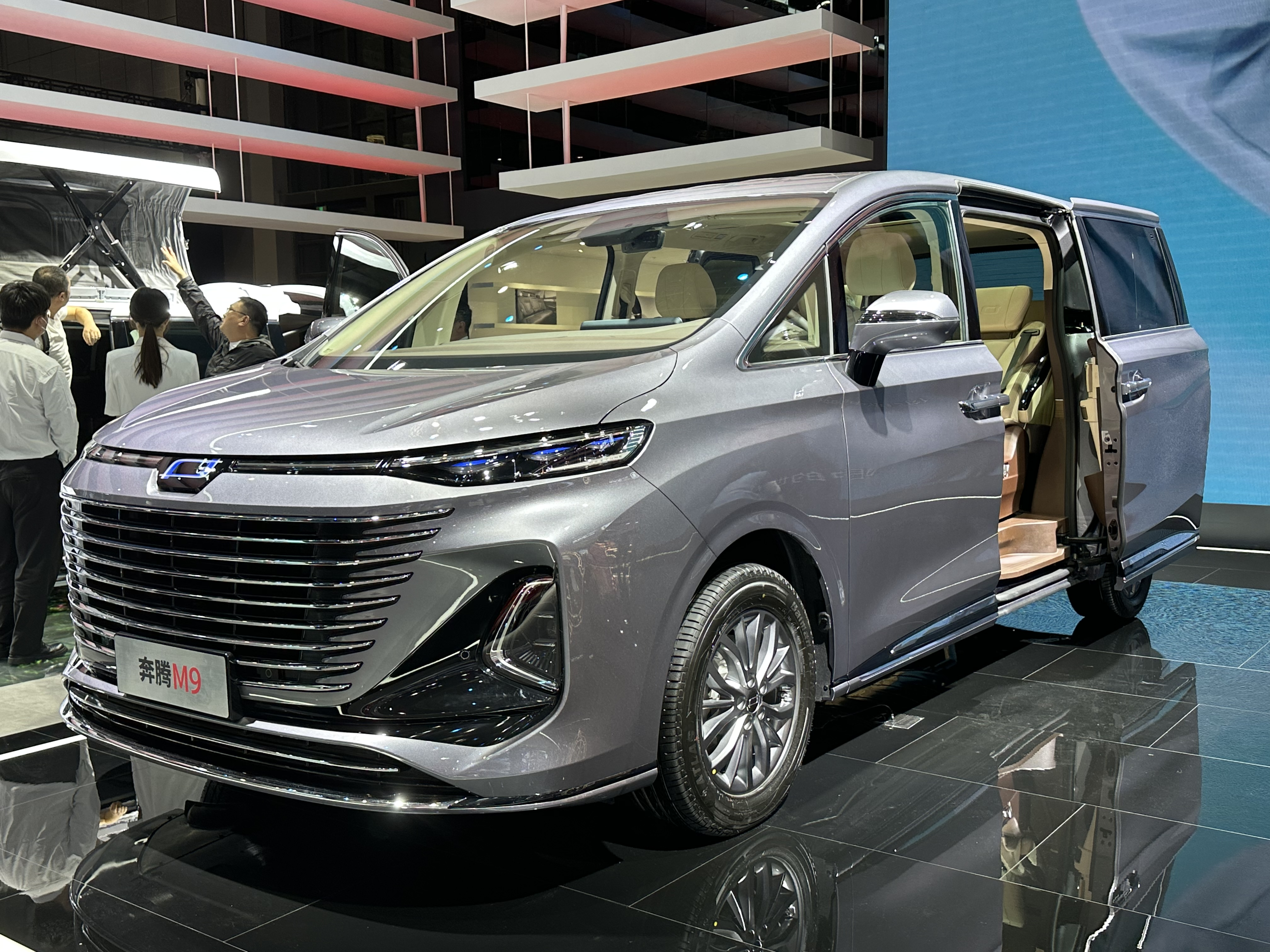
Bestune M9

Bestune – chiński producent samochodów osobowych i SUV-ów z siedzibą w Changchun działający od 2018 roku. Należy do chińskiego koncernu FAW Group.

## Historia

### Linia modelowa FAW Besturn
W 2006 roku chiński koncern motoryzacyjny FAW Group utworzył nową linię modelową FAW Besturn, za cel obierając klientów z wyższej klasy średniej. Pierwszym modelem, który zasilił submarkę, była średniej wielkości limuzyna Besturn B70, która zdobyła dużą popularność wśród klientów na rynku chińskim. 
Sukces rynkowy pierwszego modelu z linii modelowej Besturn zachęcił FAW-a do poszerzenia oferty o kolejne modele, wśród których znalazły się zarówno sedany pozycjonowane poniżej B70, jak i powyżej jego, a także pierwszego SUV-a w postaci modelu X80 przedstawionego w 2013 roku. Kolejną i zarazem ostatnią premierą w ramach linii modelowej FAW Besturn był niewielki crossover X40, który trafił na rynek w 2017 roku. Pomimo rozbudowania gamy, popularność modeli z serii Besturn nie spełniała oczekiwanych celów koncernu FAW Group i zaczęła spadać. 

### Marka Bestune
Pod koniec 2018 roku podjęto decyzję o likwidacji linii modelowej Besturn w ramach marki FAW, tworząc zupełnie nową markę Bestune. Producent nadał jej własne logo, a także nowy język stylistyczny oraz inny porządek nazewniczy. Pierwszym modelem marki Bestune został przedstawiony jesienią 2018 roku SUV T77 opracowany w partnerstwie z gigantem branży elektronicznej Xiaomi, a kolejnych latach ofertę poszerzono o kolejne SUV-y pod nazwą T33, T55 oraz T99. 
W 2020 roku gamę skompletowała limuzyna B70 stanowiąca kontynuację modelu z dawnej linii FAW Besturn B70, a także pierwszy samochód elektryczny w postaci crossovera E01. W 2021 roku producent poszerzył swoją obecność w gamie samochodów na prąd o kolejny pojazd - minivana E05, przemianowanego później na Bestune NAT. 2022 rok przyniósł prezentację opartego na B70 fastbacka stanowiącego odpowiedź na takie modele jak Citroën C5X czy Ford Evos w postaci Bestune B70S.
Pod koniec 2022 Bestune dokonało rebrandingu, prezentując nowe logo firmowe oraz odświeżony język stylistyczny swoich modeli. Pierwszymi pojazdami objętymi nową taktyką zostały zmodernizowane SUV-y T77 oraz T99. Trzecim modelem ze zrewidowanej gamy została nowa konstrukcja i zarazem pierwsza premiera 2023 roku, duży minivan M9 opracowany wspólnie z bratnią marką Hongqi. Po prezentacji przedprodukcyjnej rodziny spersonalizowanych prototypów w kwietniu 2023, w sierpniu tego samego roku miał miejsce rynkowy debiut produkcyjnego Bestune Pony. Elektryczny mikrosamochód powstał jako odpowiedź na m.in. Wulinga Hongguang Mini EV.

## Modele samochodów

### Obecnie produkowane

#### Mikrosamochody
- Pony

#### Samochody osobowe
- B70
- B70S

#### Samochody elektryczne
- E01
- NAT

#### Minivany
- M9

#### Crossovery i SUV-y
- T55
- T77
- T90
- T99

### Historyczne
- T33 (2019–2022)

### Studyjne
- Bestune C105 Concept (2019)
- Bestune T99 Concept (2019)
- Bestune B² Concept (2020)
- Bestune Pony Convertible (2023)